# Cranium Command
Cranium Command était une attraction du parc Epcot de Walt Disney World Resort, située dans le pavillon Wonders of Life. Elle ouvrit le 19 octobre 1989 et explique les fonctions du cerveau ainsi que son interaction avec le corps humain au travers d'un film.
Le 4 janvier 2005, Disney a pris la décision officielle de n'ouvrir le pavillon et donc l'attraction que durant les vacances et les mois d'été.
Le 1er janvier 2007, l'attraction ferma définitivement ses portes. 

## L'attraction
L'attraction est un film humoristique et éducatif : dans un monde imaginaire, les commandos crâniens sont des individus engagés dans un corps militaro-médical. Leur fonction est d'assurer correctement les fonctions du corps humain.
Le commando est installé dans une salle représentant la tête d'un humain, avec à leur disposition des écrans de contrôle montrant le monde extérieur et permettant de communiquer avec les différents organes du corps personnifiés par des acteurs. On peut y reconnaître George Wendt, Jon Lovitz, Charles Grodin, Dana Carvey et Kevin Nealon.
Le héros de l'attraction est Buzzi, une jeune recrue des commandos crâniens (un audio-animatronic) à qui une tâche a été assignée : piloter un jeune garçon prénommé Bobby. L'attraction montre alors une journée typique, du point de vue de Buzzy placé dans le crâne et pouvant voir sur l'écran ce que les yeux de son hôte voient. Le programme de la journée : le lever, rater le petit-déjeuner, aller à l'école, rencontrer une camarade, déjeuner, être pris à partie dans une bataille de nourriture, être envoyé dans le bureau du principal et enfin être remercié par la fille. Durant chaque étape les organes communiquent à Buzzy les problèmes qu'ils rencontrent.
- Ouverture : 19 octobre 1989
- Fermeture : 1er janvier 2007
- Durée: 17 min
- Réalisateur : Kirk Wise
- Type d'attraction : théâtre avec audio-animatronics
- Situation : 28° 22′ 29″ N, 81° 32′ 47″ O